# Ivan Lefkovits

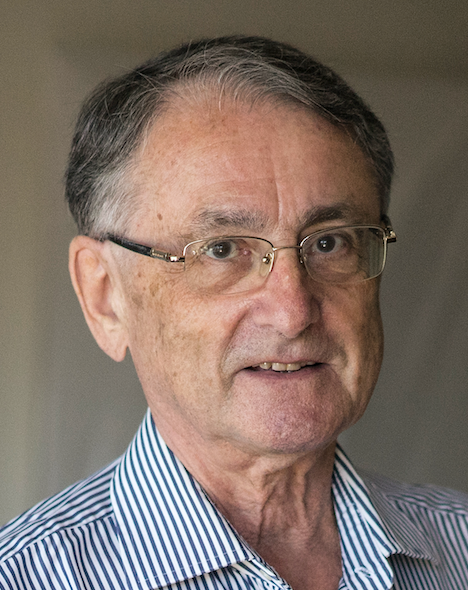
Ivan Lefkovits (2018)

Ivan Lefkovits (* 21. Januar 1937 in Prešov) ist ein tschechoslowakisch-schweizerischer Immunologe.

## Leben
Ivan Lefkovits wurde 1944 mit seinem älteren Bruder Paul und seiner Mutter ins KZ Ravensbrück deportiert. Paul wurde in Ravensbrück während der Aktion „Mitwerda“ getötet, während Ivan und seine Mutter ins KZ Bergen-Belsen überführt wurden. Dort wurden sie 1945 durch die britische Armee befreit. Der Rest der Familie Lefkovits kam während der Shoa ums Leben.
Ivan Lefkovits studierte von 1956 bis 1961 Chemie an der Universität für Chemie und Technologie in Prag. Nach Studien am Institut für Mikrobiologie der Tschechoslowakischen Akademie der Wissenschaften und einem zweijährigen Forschungsaufenthalt (1965 bis 1967) am Laboratorio Internazionale di Genetica e Biofisica (LIGB) in Neapel folgte 1967 die Promotion in Molekularbiologie. 1967 emigrierte er nach Deutschland, wo er am Paul-Ehrlich-Institut unter Niels Kaj Jerne die Gruppe für Grundlagenforschung Immunologie leitete. 1969 wurde er mit dem Aufbau des Basler Instituts für Immunologie (BII) betraut und forschte daselbst bis zu dessen Schliessung 2001. Danach bis 2012 oblag ihm die Führung der Proteomik-Arbeitsgruppe am Departement für Biomedizin des Universitätsspitals Basel.
Lefkovits war Assistenzprofessor (1979) und Professor (1989 bis 2001) an der Philipps-Universität Marburg sowie Gastprofessor an der Sir William Dunn School of Pathology in Oxford (1977), am Hôpital Necker in Paris (1999), an der Erasmus-Universität Rotterdam (2002) sowie am Trudeau Institute in Saranac Lake, New York (USA, 2004).
Von 1991 bis 1994 leitete er Kurse in Immunologie an der Karls-Universität Prag und an der Tschechoslowakischen Akademie der Wissenschaften sowie an der Central European Summer School of Immunology in Pieštany, České Budějovice, Košice und Prag.

## Wirken
Der Fokus von Lefkovits’ wissenschaftlicher Tätigkeit galt der Immunologie. Am LIGB untersuchte er die ribosomalen Proteine und die chloramphenicol particles sowie die Bedingungen für die Rekonstruktion funktioneller Ribosomen. Anschliessend etablierte er das Mikrokultursystem basierend auf der In-vitro-Methodik (Mishell-Dutton-System). Am Basler Institut für Immunologie überführte er zunächst das Mikrokultursystem in die neue Methodik der Limiting dilution analysis (LDA). Danach erforschte er die Funktion der B-Lymphozyten, deren klonale Proliferation und die Häufigkeit von Vorläufer-Zellen bei der Induktion der Antikörper-Bildung.
Es folgte die Entwicklung der Proteomik-Methodik für eine Analyse intrazellulärer Mechanismen der Immunkompetenz. In den letzten zehn Jahren am Basler Institut für Immunologie untersuchte Lefkovits die Entwicklung der cDNA library der Lymphozyten, der ordered libraries und deren zellfreies proteinsynthetisches Profil. In Zusammenarbeit mit der Kardio-Chirurgie am Universitätsspital Basel führte er die Proteomik-Untersuchung an Herzmuskelproteinen durch.
Als Überlebender des Konzentrationslagers Bergen-Belsen engagiert sich Lefkovits für die Erinnerungskultur des Holocausts. Von 1995 bis 2011 war er Vorstandsmitglied des Vereins «Kontaktstelle für Überlebende des Holocaust in der Schweiz». Er initiierte die von der Schweizer Eidgenossenschaft geförderte, 2016 im Suhrkamp-Verlag erschienene Memoiren-Sammlung Mit meiner Vergangenheit lebe ich, in der 15 Holocaustüberlebende ihr Leben während und nach der Herrschaft der Nationalsozialisten schildern. Davon bestehen Übersetzungen ins Französische und Tschechische. Die Titelseiten der Sammlung sowie der einzelnen Kapitel wurden durch Gerhard Richter gestaltet. Es handelt sich um Ausschnitte der vier Bilder seines Monumental-Zyklus Birkenau, die im Reichstagsgebäude in Berlin ausgestellt sind.
Lefkovits ist Mitarbeiter der Kommissions-Begleitgruppe der zwischenstaatlichen Holocaust Remembrance Alliance (IHRA), zu deren Mitgliedern seit 2004 auch die Schweiz gehört. Er leistet Aufklärungsarbeit durch Zeitzeugengespräche in Jugend-Sommercamps des CVJM auf dem Gelände des ehemaligen Konzentrationslagers Bergen-Belsen und im Anne-Frank-Haus in Oldau sowie in verschiedenen Schulen, Gymnasien, Hochschulen, Instituten, Vereinen, Gemeinden und an Kongressen in der Schweiz, in Deutschland und in der Republik Tschechien.

## Publikationen (Auswahl)
- Induction of antibody-forming cell clones in microcultures. In: Eur. J. Immuol. Band 2, 1972, S. 360–365.
- Precommitment in the immune system. In: Current Topics in Microbiol. And Immunol. Band 65, 1974, S. 21–58.
- mit J. Quintans, A. Munro, H. Waldmann: T-Cell dependent mediator and B-cell clones. In: Immunology. Band 28, 1975, S. 1149–1154.
- Limiting dilution analysis of cells in the immune system. Cambridge University Press, 1979.
- Immunological Methods Vol. I. Academic Press, 1979.
- Immunological Methods Vol. II. Academic Press, 1981.
- The Immune System Vol. I and Vol. II. Karger, 1981.
- mit P. Young, L. Kuhn, J. Kettman, A. Gemmell, S. Tollaksen, L. Anderson, N. Anderson: Use of large scale two-dimensional ISODALT gel electrophoresis system in immunology. In: Immunological Methods (I. Lefkovits and B. Pernis, Eds.). Vol. 3. Academic Press, New York 1985, S. 163–185.
- Immunological Methods Vol. III. Academic Press, 1985.
- Self and non-self discrimination by „restriction proteases“. In: Proc. Natl. Acad. Sci. USA. Band 83, 1986, S. 3437–3438.
- mit L. Kuhn, O. Valiron, A. Merle, J. Kettman: Toward an objective classification of cells in the immune system. In: Proc. Natl. Acad. Sci. USA. Band 85, 1988, S. 3565–3569.
- C. Coleclough, L. Kuhn, I. Lefkovits: Regulation of messenger RNA abundance in activated T lymphocytes: Identification of mRNA species affected by the inhibition of protein synthesis. In: Proc. Natl. Acad. Sci. USA. Band 87, 1990, S. 1753–1757.
- mit J. Kettman, C. Coleclough: A strategy for founding a global lymphocyte proteinpaedia and gene catalogue. In: Immunol. Today. Band 11, 1990, S. 157–162.
- Immunological Methods Vol. IV. Academic Press, 1991.
- Immunology Methods Manual in 4 volumes. Academic Press, 1996.
- A Portrait of the Immune System. World Scientific Publishing, 1996.
- mit H. Waldmann: Limiting dilution analysis of cells in the immune system. 2nd ed. Oxford University Press, 1999.
- Functional and structural proteomics: a critical appraisal. In: J. Chromat. B. Band 787, 2003, S. 1–10.
- mit H. R. Zerkowski, T. Grussenmeyer, P. Matt, M. Grapow. S. Engelhardt: Proteomics Strategies in Cardiovascular Research. In: J. Proteome Res. Band 3, 2004, S. 200–208.
- Herausgeber: Mit meiner Vergangenheit lebe ich. Memoiren von Holocaust-Überlebenden. Jüdischer Verlag im Suhrkamp Verlag, Berlin 2016, ISBN 978-3-633-54277-2.

## Mitgliedschaften und Auszeichnungen

### Mitgliedschaften
- Mitglied, Assembly, Akademie der Wissenschaften der Tschechischen Republik (1993–2001)
- Mitglied, Educational Committee, International Union of Immunological Societies (IUIS)
- Vorsitzender, Central European Summer School of Immunology (1992–1995)
- Mitglied, International Cell Research Organization (ICRO)
- British Society for Immunology (UK)
- Deutsche Gesellschaft für Immunologie
- Schweizerische Gesellschaft für Immunologie
- Swiss Proteomic Society
- Ehrenmitglied, Indian Immunology Society
- Ehrenmitglied, Czechoslovak Immunological Society
- Ehrenmitglied, Czechoslovak Microbiological Society
- Honorary member of the Learned Society of the Czech Republic

### Auszeichnungen
- Goldene Reiman – Medaille (Reiman Society, Prešov), 1992
- G. J. Mendel-Ehrenmedaille, Tschechische Akademie der Wissenschaften, 1995
- Purkynje-Medaille, Medical Society, 2000
- Garnet Immunoglobulin of the Czech Immunological Society, 2007
- Ehrendoktorat (Dr. h. c.) der Universität Presov, Slowakei, 2007
- Golden 70th Anniversary-Medal of the University Košice, 2008
- Ehrenmedaille «De scientia et humanitate optime meritis» der Akademie der Wissenschaften der Tschechischen Republik, 2016